# 정야사

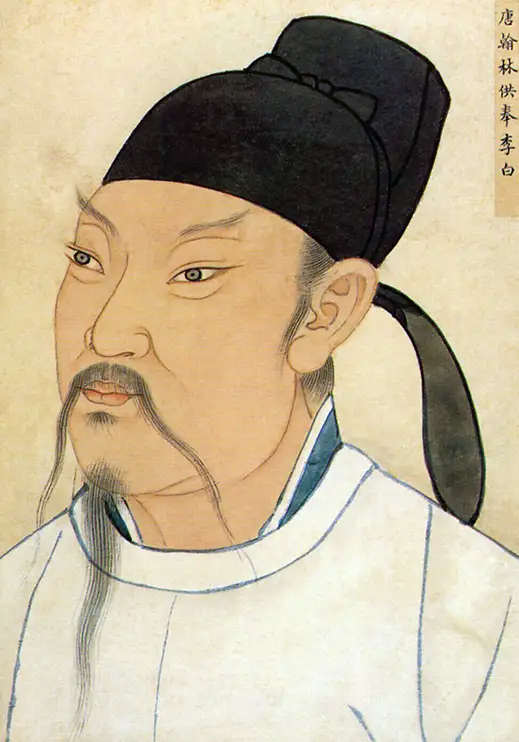
이백

## 정야사
〈정야사〉(靜夜思, 조용한 밤의 생각이라는 뜻)는 당나라 시인 이백의 오언절구이다.

시구는 왕조의 시집과 같지 않고 약간 다르며, 현재 가장 널리 전해지고 있는 판본의 버전은 청대 문인 형당퇴 선비(본명 손수)에 의해 편찬된 《당시삼백수》에 수록된 것인데 원래 시 내용에 충실하지 못 하다는 제기를 받는다. 
| “ | 低 舉 疑 牀 頭 頭 是 前 思 望 地 看 故 山 上 月 鄉 月 霜 光 | ” |

〈정야사〉는 이백의 시 중에 사람들의 입에 가장 많이 오르내리는 작품이다. 8세기에 지어졌고 거의 모든 당시 시집마다 수록되어 있다. <정야사〉는 각기 다른 시대와 각기 다른 편집자에 의해 옮겨졌다. 시구의 첫 문장의 세 번째 글자, 세 번째 문장의 네 번째 글자는 다른 글자로 쓰여졌다.

## 영향
동아시아 문학의 대표적인 고전으로, 이후 많은 시인들에게 영향을 미쳤으며, 특히 달빛과 고향에 대한 이미지는 다양한 문학 작품과 예술에 영감을 주었다.

## 같이 보기
- 이백
- 당시